# Municipio de Ross (Dakota del Norte)
El municipio de Ross (en inglés: Ross Township) es un municipio ubicado en el condado de Mountrail en el estado estadounidense de Dakota del Norte. En el año 2010 tenía una población de 44 habitantes y una densidad poblacional de 0,47 personas por km².

## Geografía
El municipio de Ross se encuentra ubicado en las coordenadas 48°20′4″N 102°29′38″O / 48.33444, -102.49389. Según la Oficina del Censo de los Estados Unidos, el municipio tiene una superficie total de 94.08 km², de la cual 92,23 km² corresponden a tierra firme y (1,97 %) 1,85 km² es agua.

## Demografía
Según el censo de 2010, había 44 personas residiendo en el municipio de Ross. La densidad de población era de 0,47 hab./km². De los 44 habitantes, el municipio de Ross estaba compuesto por el 100 % blancos. Del total de la población el 2,27 % eran hispanos o latinos de cualquier raza.